# George Thorne
George Thorne (ur. 4 stycznia 1993 w Chatham) – angielski piłkarz występujący na pozycji pomocnika w Derby County, do którego jest wypożyczony z West Bromwich Albion.